# Veniamin (Kirillov)
Veniamin (světským jménem: Eduard Pavlovič Kirillov; * 17. září 1979, Murgap) je turkmenský duchovní Ruské pravoslavné církve, biskup kronštadtský a vikář petrohradské eparchie.

## Život
Narodil se 17. září 1979 v Murgapu v rodině vojáka. Roku 1981 odešel s rodinou do Mordvinska, přesněji do rodiště jeho rodičů vesnice Dubjonki. Pokřtěn byl roku 1984.
V letech 1986–1997 studoval na Dubjonské střední škole a poté studoval hudební školu. V letech 1997–1999 studoval na Saranském duchovním učilišti. Dne 6. října 1999 byl postřižen na monacha se jménem Veniamin. Dne 17. dubna byl biskupem saranským a mordovským Varsonofijem (Sudakovem) rukopoložen na hierodiakona a 9. července na jeromonacha.
V letech 1999–2001 studoval na Nižněnovgorodském duchovním semináři.
Od roku 2000 do roku 2006 byl prorektorem pro pedagogickou činnost Saranského duchovního učiliště. Poté se stal představeným monastýru Svaté Trojice ve vesnici Bolšoje Čufarovo.
Roku 2009 dokončil studium na Historicko-sociologickém institutu Mordovské státní univerzity. V letech 2011–2016 studoval na Moskevské duchovní akademii.
Dne 5. října 2011 jej Svatý synod zvolil biskupem ardatovským a aťaševským. O dva dny později byl povýšen na archimandritu a v Trojicko-sergijevské lávře oficiálně jmenován biskupem. Dne 14. října proběhla v chrámu Krista Spasitele v Kaliningradu jeho biskupská chirotonie. Světiteli byli patriarcha moskevský Kirill, metropolita saranský a mordovský Varsonofij (Sudakov), metropolita krasnojarský a ačinský Panteleimon (Kutovoj), metropolita rostovský a novočerkasský Merkurij (Ivanov), arcibiskup vilniuský a litevský Innokentij (Vasiljev), biskup baltijský Serafim (Melkoňan), biskup solněčnogorský Sergij (Čašin) a biskup magadanský a siněgorský Ioann (Pavlichin).
Roku 2016 dokončil studium na Moskevské duchovní akademii a roku 2020 postgraduální studium na Mordovské státní univerzitě.
Dne 24. srpna 2023 jej Svatý synod ustanovil biskupem kronštadtským a vikářem petrohradské eparchie. Současně se stal představeným Alexandro-Něvské lávry.